# بوکیت جلیل
بوکیت جلیل (به لاتین: Bukit Jalil) یک حومهٔ شهری مرفه در کوالا لامپور مالزی است. این ناحیه از سمت شرق به شهر ورزشی کی‌ال، از سمت شمال به بزرگراه شاه عالم، از سمت غرب به سرحدات شهری و از سمت جنوب به شاهراه پوچونگ-سونگای بسی و همچنین سرحدات شهری محدود می‌شود. این منطقه حومه شهری به عنوان موقعیت مکانی فیلمبرداری فیلم تله‌گذاری محصول سال ۱۹۹۹ انتخاب گردید، اگرچه به جای استفاده از نام این منطقه از نام ناحیه پودو ذکر به میان آمده‌است.